# Plastic Little
Plastic Little (プラスチックリトル, Purasuchikku ritoru) est un OAV réalisé par Satoshi Urushihara et Kinji Yoshimoto sorti en 1994.
Un manga du même auteur intitulé Plastic Little: Captain's Log est également sorti par la suite.

## Synopsis
Elise est pourchassée par des militaires peu scrupuleux qui veulent à tout prix récupérer le secret que lui a transmis son père. Par chance elle tombe sur Tita, la jeune capitaine du navire Cha Cha Mura qui va tout faire pour la sortir de ce mauvais pas...

## OAV

### Fiche technique
- Année : 1994
- Réalisation : Kinji Yoshimoto, Satoshi Urushihara
- Character design : Satoshi Urushihara
- Directeur artistique : Tsutomu Ishigaki
- Musique : Tamiya Terashima
- Licencié en France par : Kazé
- Durée : 45 min

### Doublage
|                   | Japonais         | Français            |
| ----------------- | ---------------- | ------------------- |
| Tita Mu Koshigaya | Yuriko Fuchizaki | Fanny Roy           |
| Elise Altmodic    | Hekiru Shiina    | Sabrina Leurquin    |
| Mikhail Diagilev  | Chikao Ōtsuka    |                     |
| Gaizel            | Hiroshi Naka     |                     |
| Nichol            | Kappei Yamaguchi | Sylvain Goldberg    |
| Joshua L. Balboa  | Norio Wakamoto   |                     |
| Roger             | Ryūsei Nakao     | Jean-Marc Delhausse |
| May               | Keiko Yokozawa   |                     |

## Manga

### Éditions
- Manga Player, 06/1998  (ISBN 2-910104-57-5)

160 pages
Format : 180 x 130 mm
- Pika Édition, 06/2002  (ISBN 2-84599-168-1)

160 pages
Format : 180 x 130 mm